# Moabit
Moabit è un quartiere centrale di Berlino, oggi appartenente al distretto di Mitte. Dal 1920 fino al 2001 era invece sotto la giurisdizione del distretto di Tiergarten. Nel linguaggio colloquiale dei berlinesi con il termine Moabit si indicava la grande prigione presente nel quartiere.

## Geografia fisica
Moabit è circondato da tutti i lati da vie d'acqua: il fiume Sprea e i canali Berlin-Spandauer Schifffahrtskanal, Westhafenkanal e Verbindungskanal.
Procedendo da nord in senso orario, confina con i quartieri di Wedding, Mitte, Tiergarten, Hansaviertel, Charlottenburg e Charlottenburg-Nord.

## Storia

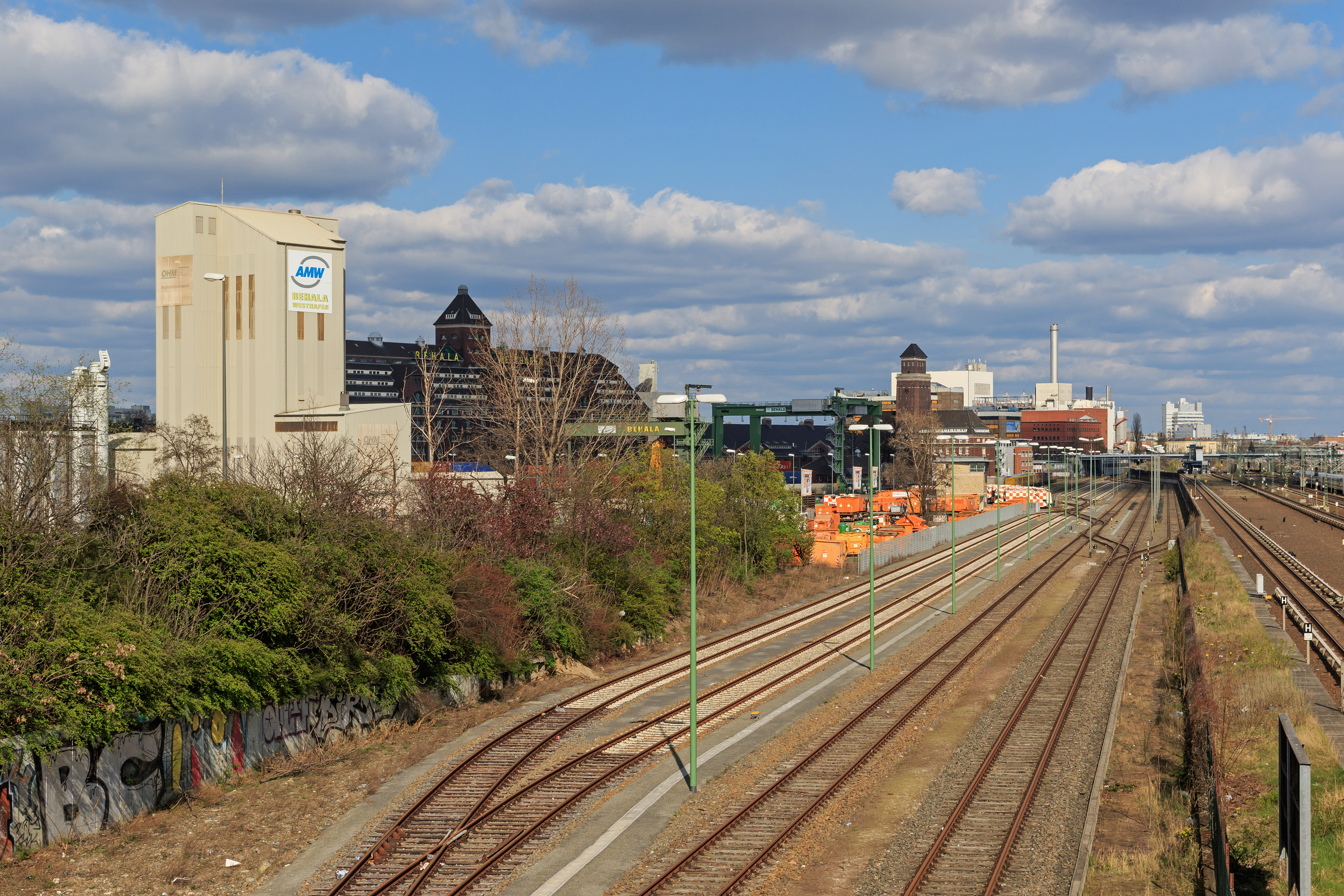
I binari del Westhafen, il principale porto fluviale di Berlino.

I primi abitanti della zona furono i rifugiati ugonotti francesi che nel 1716 fondarono il villaggio di Alt Moabit. Inizialmente si tentò di sfruttare le vaste zone attorno all'abitato piantando gelsi bianchi per la coltivazione dei bachi da seta, ma questo progetto fallì data la cattiva qualità del suolo. Nel 1818 venne fondato Neu Moabit, che presto si unì all'abitato più antico per andare a formare una delle grandi zone operaie della capitale prussiana. Tra il 1842 ed il 1849, su ordine del re Federico Guglielmo IV di Prussia venne aperta una prigione chiamata Zellengefängnis.
Qui furono rinchiusi Wilhelm Voigt, Karl Radek, Erich Mühsam, Wolfgang Borchert e Max Hödel. Nel 1861 Moabit venne annessa a Berlino. Il famigerato carcere, ovvero la Krankenhaus Moabit, fu fatto costruire dal consiglio comunale cittadino su iniziativa di Rudolf Virchow. All'interno di questo istituto di pena condusse i suoi studi Robert Koch. La prigione venne chiusa nel 1955 ed in seguito demolita.

## Comunicazioni
A Moabit, presso il confine settentrionale (con Wedding), si trova il Westhafen, il maggior porto fluviale berlinese. Nella parte meridionale sorge la stazione centrale, inaugurata il 28 maggio 2006. Nel settembre 2023 è stato inaugurato il prolungamento della rete tramviaria dalla stazione centrale a Turmstraße.